# Проба Бейльштейна
Проба Бейльштейна — качественный метод определения галогенов (кроме фтора) в образце. Основан на образовании летучих галогенидов меди, окрашивающих пламя в зелёный цвет, предел обнаружения галогенсодержащих соединений — менее 0.1 мкг. Благодаря простоте проведения проба широко использовалась для экспресс-анализа органических соединений.
Метод предложен российским учёным-химиком Фридрихом Конрадом Бейльштейном в 1872 г..
Проба заключается во внесении образца, находящегося на предварительно прокаленной медной проволоке, в пламя газовой горелки и/или спиртовки. В случае окрашивания пламени в зелёный цвет проба положительна, в зависимости от содержания галогенов в пробе окраска после внесения пробы в пламя проявляется на мгновение или видима в течение 1-2 секунд.
Появление зеленой окраски обусловлено взаимодействием оксида меди (II) с галогенсодержащими органическими соединениями и продуктами их окисления, которое приводит к образованию летучих галогенидов меди (I), окрашивающих пламя:
{\displaystyle {\mathsf {RHal+CuO\rightarrow CuHal_{2}+CO_{2}+H_{2}O}}}
Хлориды и бромиды меди окрашивают пламя в сине-зеленый цвет, йодид меди — в зеленый цвет.
Фторид меди в этих условиях нелетуч, поэтому фторорганические соединения пробой Бейльштейна не обнаруживаются.
Некоторые органические соединения, не содержащие галогенов, но образующие летучие соединения меди, также способны давать положительную пробу Бейльштейна (оксихинолин, нитрилы, мочевина и тиомочевина и т. п.).